# Летканти
Летканти (груз. ლეთკანთი) — село в Грузии, на территории Цаленджихского муниципалитета края (мхаре) Самегрело-Верхняя Сванетия.

## География
Село находится в западной части Грузии, в междуречье Чанисцкали и Хобисцкали, на расстоянии приблизительно 7 километров (по прямой) к северо-востоку от города Цаленджиха, административного центра муниципалитета. Абсолютная высота — 313 метров над уровнем моря.

## Население
По результатам официальной переписи населения 2014 года, в Летканти проживало 252 человека (124 мужчины и 128 женщин). В национальной структуре населения грузины составляли 99,6 %, русские — 0,4 %.
| Год  | Население, человек |
| ---- | ------------------ |
| 2002 | 519                |
| 2014 | ↘ 252              |